# Elenite
Elenite är en turistort som domineras av ett hotellkomplex vid svartahavskusten i mellersta Bulgarien, strax norr om staden Nesebar.